# Akodon glaucinus
Akodon glaucinus és una espècie de mamífer rosegador de la família dels cricètids. Habita el nord-oest del Con Sud de Sud-amèrica.

## Taxonomia
Aquesta espècie fou descrita l'any 1919 pel zoòleg britànic Oldfield Thomas.

### Caracterització i relacions filogenètiques
A. glaucinus fou tractat com a subespècie de A. varius (A. v. glaucinus) i A. simulator (A. s. glaucinus). Tanmateix, un estudi de l'any 2008 que investigà les relacions filogenètiques i evolutives entre els llinatges del gènere Akodon, examinant dades de la seqüència de nucleòtids del citocrom b del gen mitocondrial, revelà que és una espècie distinta.
A. glaucinus pertany al grup d'espècies A. simulator o «clade selva de iungues», juntament amb A. simulator, A. tartareus i A. varius.

## Distribució geogràfica
Aquest rosegador és endèmic de Chumbicha, província de Catamarca, al nord-oest de l'Argentina.